# NGC 2969
NGC 2969 este o emission-line galaxy⁠(d) situată în constelația Sextantul. A fost descoperită în 27 martie 1786 de către William Herschel.